# Date Hidemune
Date Hidemune est un nom japonais traditionnel ; le nom de famille (ou le nom d'école), Date, précède donc le prénom (ou le nom d'artiste).
Date Hidemune (伊達 秀宗, 11 novembre 1591 - 8 juillet 1658) est un daimyo du début de l'époque d'Edo, fils ainé de Date Masamune, né en 1596 de dame Iisaka (une concubine). Devenu majeur tandis qu'il vit avec Toyotomi Hideyoshi, il reçoit un caractère du nom de Hideyoshi et prend le nom d'adulte « Hidemune ». Hideyoshi lui accorde également le rang de cour de 5e inférieur (従五位下, ju go-i no ge) et le titre de jijū et nomme le jeune Hidemune page de son propre fils Toyotomi Hideyori. Après la mort de Hideyoshi en 1600, il est fait otage à la résidence d'Ukita Hideie.

Emblème (mon) du clan Date.

Bien que fils ainé de Masamune, Hidemune est né d'une concubine et ne peut donc pas succéder à son père à la tête du domaine de Sendai. Masamune envisage donc la possibilité que Hidemune fonde une branche familiale. Cela est rendu possible en 1614, quand le père et le fils prennent part à la campagne d'Osaka : Hidemune reçoit les 100 000 koku du domaine d'Uwajima que Tokugawa Ieyasu a accordé à Masamune. Hidemune entre immédiatement dans son nouveau fief comme daimyo et gouverne jusqu'à sa retraite au cours de la troisième année de l'ère Meireki (1657).

## Source de la traduction
- (en) Cet article est partiellement ou en totalité issu de l’article de Wikipédia en anglais intitulé « Date Hidemune » (voir la liste des auteurs).